# 紀伊長田站
紀伊長田站（日语：／ Kii-Nagata eki */?）是位於和歌山縣紀之川市嶋23番2號，屬於西日本旅客鐵道（JR西日本）的和歌山線車站。

## 歷史
- 1903年（明治36年）3月7日 - 紀和鐵道（日语：紀和鉄道）粉河站至打田站之間開設長田臨時停車場[1]。
- 1904年（明治37年）12月9日 - 南和鐵道路線由關西鐵道繼承，成為關西鐵道臨時停車場[1]。
- 1907年（明治40年）10月1日 - 關西鐵道被國有化（日语：鉄道国有法），成為帝國鐵道廳臨時停車場[1]。
- 1908年（明治41年）2月22日 - 變更為臨時停車場（仮停車場）。
- 1909年（明治42年）10月12日 - 制定路線名稱，成為和歌山線臨時停車場[1]。
- 1912年（明治45年）5月1日前 - 變更為臨時乘降場。
- 1938年（昭和13年）7月15日 - 車站啟用，同時改名為紀伊長田站[1]。
- 1941年（昭和16年）8月10日 - 車站暫停營運。
- 1952年（昭和27年）9月23日 - 車站恢復營業
- 1987年（昭和62年）4月1日 - 伴隨國鐵分割民營化，車站由西日本旅客鐵道（JR西日本）營運[1][2]。
- 2020年（令和2年）3月14日 - 車站開始可以使用IC卡「ICOCA」[3]。

## 車站構造
本站是地面車站，設有1面1線的單式月台。和歌山方向的列車會開啟右邊車門。和歌山方向和五條方向的列車都會停靠在同一月台上。此站是由橋本站管理的無人車站。站內沒有設置站房，月台直接連接車站的出入口。

## 使用狀況
以下為1日平均乘車人次：
| 年度   | 1日平均 乘車人次 |
| ------ | ---------------- |
| 1998年 | 96               |
| 1999年 | 99               |
| 2000年 | 108              |
| 2001年 | 109              |
| 2002年 | 86               |
| 2003年 | 88               |
| 2004年 | 89               |
| 2005年 | 80               |
| 2006年 | 87               |
| 2007年 | 88               |
| 2008年 | 98               |
| 2009年 | 108              |
| 2010年 | 114              |
| 2011年 | 119              |
| 2012年 | 118              |
| 2013年 | 129              |
| 2014年 | 129              |
| 2015年 | 132              |
| 2016年 | 108              |
| 2017年 | 110              |
| 2018年 | 99               |

此站較少使用者使用。當車站附近的長田觀音舉行活動時，會有許多人使用此站。

## 車站周邊
車站附近設有若干間住宅。
- 真言宗、如意山厄除觀音寺（長田觀音）
- 紀伊長田站前郵局

## 巴士路線
- 和歌山巴士那賀（日语：和歌山バス那賀）
  - 「長田觀音前」巴士站（粉河熊取線、橋本線）

## 相鄰車站
西日本旅客鐵道（JR西日本）
 和歌山線
■快速
通過（但是舉行初午之際，快速會臨時停站）
■普通
粉河－紀伊長田－打田

## 注腳
1. 1 2 3 4 5 6 7  曾根悟（監修）. 朝日新聞出版分冊百科編集部（編集） , 编. . 週刊朝日百科. 42号 阪和線・和歌山線・桜井線・湖西線・関西空港線. 朝日新聞出版. 2010-05-16: 20–21 （日语）.
2. ↑  『交通年鑑 昭和63年版』 交通協力會，1988年3月。
3. ↑   (PDF) (新闻稿). 西日本旅客鉄道和歌山支社. 2019-12-13  [2021-01-08]. （原始内容 (PDF)存档于2021-01-04） （日语）.
4. ↑  《和歌山縣統計年鑑》和《和歌山縣公共交通機關等資料集》

## 外部連結
- 紀伊長田｜車站資訊：JR出門網 - 西日本旅客鐵道（日語）